# Márcia Guimarães
Márcia Guimarães (Teresópolis, 1949) é uma escritora e jornalista brasileira.

## Biografia
Foi a primeira autora de língua portuguesa publicada na Coleção Argonauta, com o romance A Conspiração dos Imortais. 
Formou-se em Jornalismo pela Pontifícia Universidade Católica do Rio de Janeiro (PUC-RJ). Começou a carreira em 1969, no jornal O Globo. Trabalhou também no Correio da Manhã, Última Hora, Jornal do Commercio, Tribuna da Imprensa e O Estado de São Paulo. Publicou contos na revista Status e nos jornais Tarde Cultural, Letras & Artes e Caderno RioArte.
Criou o Prêmio Rio de Literatura.

## Obras
- 1981 - O Rabo do Presidente - Editora Civilização Brasileira

Prêmio Fernando Chinaglia da União Brasileira de Escritores
- 1996 - A Grande Marcha do Coronel Baldomero Sampaio - Editora Sette Letras

Prêmio Alejandro Cabassa da União Brasileira de Escritores
- 1999 - Academias & Companhias - Editora Nórdica
- 2005 - A Conspiração dos Imortais - Livros do Brasil–Lisboa (Coleção Argonauta)
- 2009] - Noitada de Samba - Foco de Resistência - Archimedes Edições
- 2011 - O Barco e os Temporais - 7 Letras[4]
- 2013 - Os Mardingos[5]